# Caspana
Caspana ist eine Gemeinde im Norden Chiles und gehört zur Provinz El Loa in der Región de Antofagasta. 
Der Ort liegt 85 km nordöstlich von Calama auf einer Höhe von 3200 m im Canyon des Flusses Caspana, einem Zufluss des Río Salado. Der dauerhaft Wasser führende Fluss wird zur Bewässerung der Terrassenfelder genutzt. Hauptanbauprodukte sind Birnen, Äpfel, Aprikosen und Kaktusfeigen sowie Blumen.

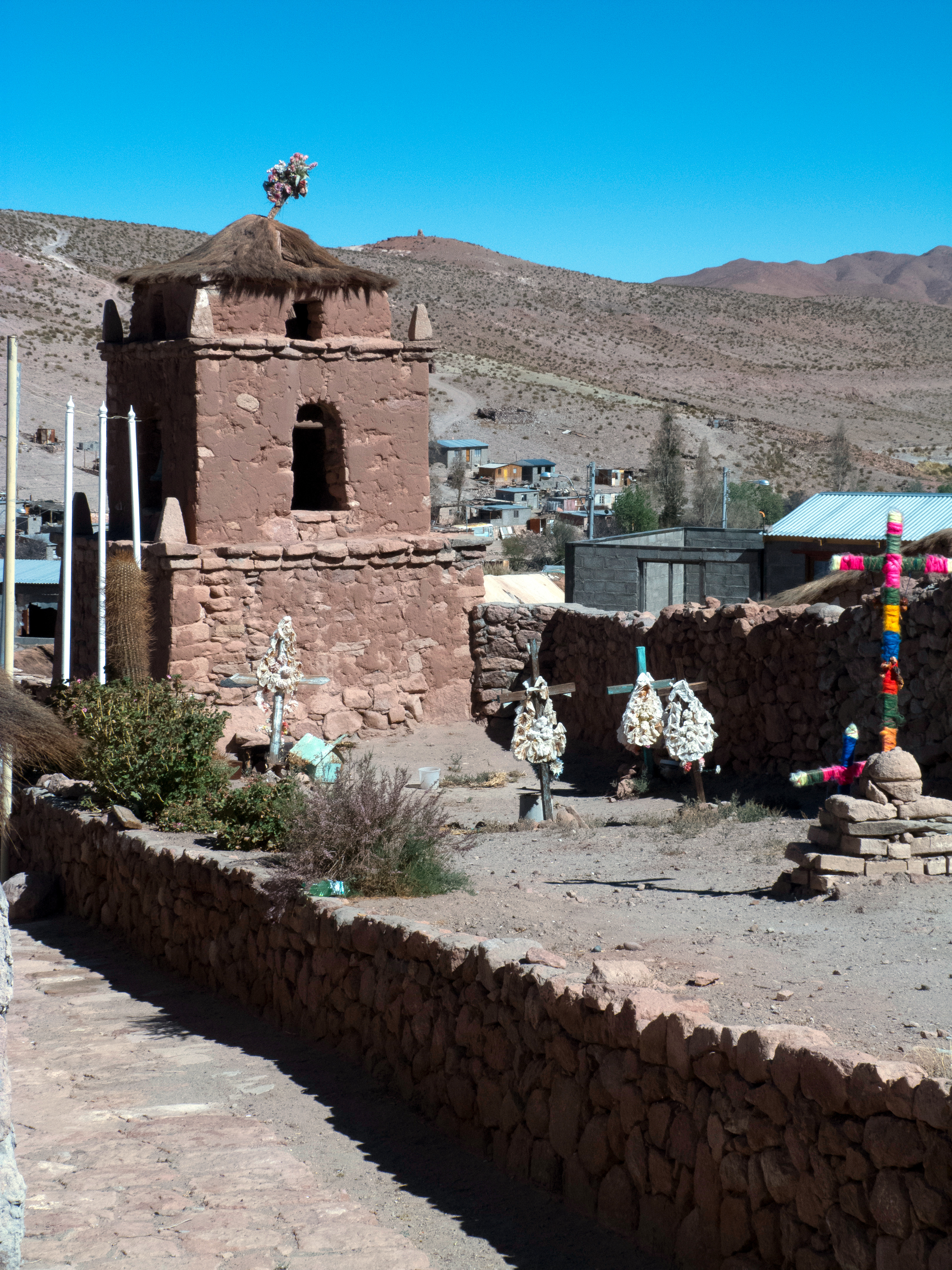
San Lucas

Im höher gelegenen älteren Teil des Dorfs befindet sich die 1641 erbaute Kirche San Lucas. Sie ist seit 1951 als historisches Nationalmonument Chiles ausgewiesen.
Im Ort befindet sich das kleine Museo Etnográfico de Caspana mit Ausstellungsstücken zur Kultur der Atacameños. Ausgestellt werden archäologische Fundstücke wie Werkzeuge und menschliche Schädel, die künstliche Schädeldeformationen aufweisen. 